# Covington (Indiana)
Covington es una ciudad ubicada en el condado de Fountain en el estado estadounidense de Indiana. En el Censo de 2010 tenía una población de 2645 habitantes y una densidad poblacional de 868,4 personas por km². Se encuentra a la ribera del río Wabash.

## Geografía

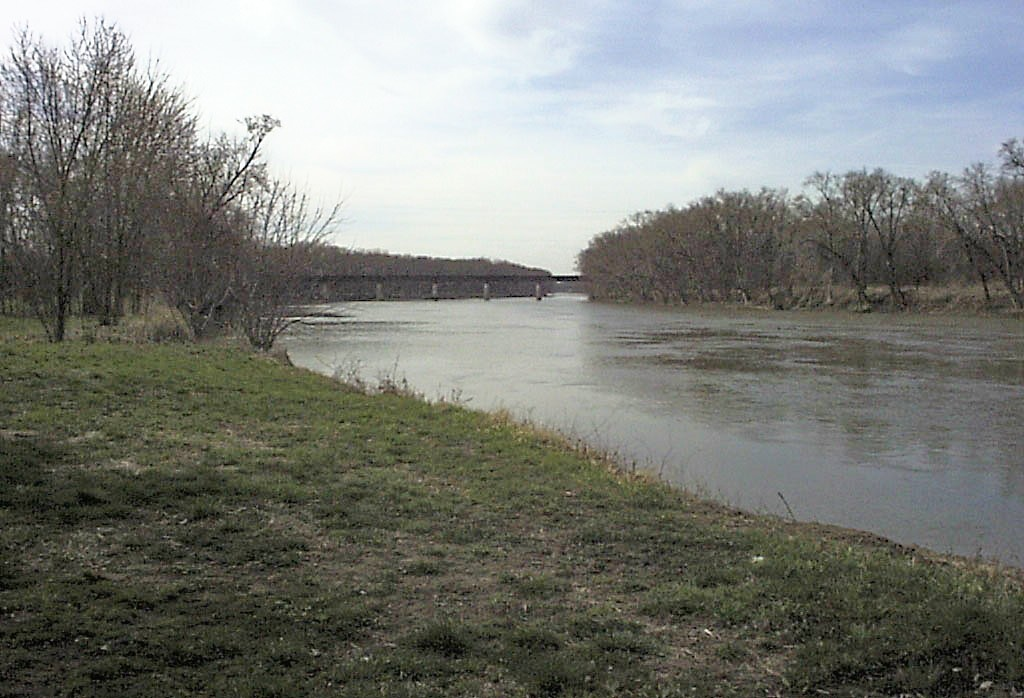
El río Wabash en Covington

Covington se encuentra ubicada en las coordenadas 40°8′26″N 87°23′28″O / 40.14056, -87.39111. Según la Oficina del Censo de los Estados Unidos, Covington tiene una superficie total de 3.05 km², de la cual 3.05 km² corresponden a tierra firme y (0%) 0 km² es agua.

## Demografía
Según el censo de 2010, había 2645 personas residiendo en Covington. La densidad de población era de 868,4 hab./km². De los 2645 habitantes, Covington estaba compuesto por el 97.62% blancos, el 0.19% eran afroamericanos, el 0.45% eran amerindios, el 0.3% eran asiáticos, el 0% eran isleños del Pacífico, el 0.38% eran de otras razas y el 1.06% pertenecían a dos o más razas. Del total de la población el 1.1% eran hispanos o latinos de cualquier raza.